# Milán-San Remo 1920
La Milán-San Remo 1920 fue la 13.ª edición de la Milán-San Remo. La carrera se disputó el 25 de marzo de 1920. El vencedor final el italiano Gaetano Belloni, que de esta manera conseguía la primera victoria de las dos victorias que obtuvo en esta carrera.
45 ciclistas tomaron parte, acabando 23 de ellos.

## Clasificación final
| Posición | Ciclista            | Equipo          | Tiempo     |
| -------- | ------------------- | --------------- | ---------- |
| 1        | Gaetano Belloni     | Bianchi-Pirelli | 9h 27' 00" |
| 2        | Henri Pélissier     | JB Louvet       | m. t.      |
| 3        | Costante Girardengo | Stucchi         | m. t.      |
| 4        | Giuseppe Azzini     | Bianchi-Pirelli | m. t.      |
| 5        | Giovanni Brunero    | Legnano-Pirelli | m. t.      |
| 6        | Louis Luguet        | Bianchi-Pirelli | + 15' 00"  |
| 7        | Francis Pelissier   | JB Louvet       | m. t.      |
| 8        | Ugo Agostoni        | Bianchi-Pirelli | + 26' 30"  |
| 9        | Alfredo Sivocci     | Legnano-Pirelli | + 34' 00"  |
| 10       | Jean Alavoine       | Peugeot         | + 41' 00"  |